# (134348) Klemperer
(134348) Klemperer – planetoida z pasa głównego asteroid okrążająca Słońce w ciągu 4 lat i 292 dni w średniej odległości 2,85 j.a. Została odkryta 31 października 1992 roku w Karl Schwarzschild Observatory w Tautenburgu przez Freimuta Börngena. Nazwa planetoidy pochodzi od Victora Klemperera (1881-1960), niemieckiego filologa pochodzenia żydowskiego. Przed nadaniem nazwy planetoida nosiła oznaczenie tymczasowe (134348) 1992 UX9.